# Лунъяо
Лунъя́о (кит. упр. 隆尧, пиньинь Lóngyáo) — уезд городского округа Синтай провинции Хэбэй (КНР). Название уезда образовалось из первых иероглифов названий существовавших здесь уездов Лунпин и Яошань.

## История
При империи Западная Хань в 206 году до н.э. были образованы уезд Гуанъа (广阿县) и удельное владение Сян (象候国). При империи Восточная Хань они были расформированы. При империи Северная Вэй в 489 году был воссоздан уезд Гуанъа. При империи Тан в 621 году был создан уезд Сянчэн (象城县), в 742 году переименованный в Чжаоцин (昭庆县). При империи Северная Сун в 969 году уезд Чжаоцин был переименован в Лунпин (隆平县).
При империи Западная Хань в том же 206 году до н.э. был образован уезд Байжэнь (柏人县). При империи Северная Вэй его название стало писаться как 柏仁县. При империи Тан в 742 году он был переименован в Яошань (尧山县). При империи Цзинь в 1174 году он был переименован в Таншань (唐山县), во времена Китайской республики в 1928 году ему было возвращено название Яошань.
В августе 1947 года уезды Лунпин и Яошань были объединены в уезд Лунъяо.
В августе 1949 года был создан Специальный район Синтай (邢台专区), и уезд вошёл в его состав. В мае 1958 года Специальный район Синтай был расформирован, и уезд Лунъяо вошёл в состав Специального района Ханьдань (邯郸专区), а в декабре уезд Лунъяо был присоединён к уезду Нэйцю. В мае 1961 года Специальный район Синтай был создан вновь, и уезд Нэйцю опять вошёл в его состав. В 1962 году уезд Лунъяо был воссоздан. В 1969 году Специальный район Синтай был переименован в Округ Синтай (邢台地区).
В 1993 году решением Госсовета КНР были расформированы округ Синтай и город Синтай, и образован Городской округ Синтай.

## Административное деление
Уезд Лунъяо делится на 6 посёлков и 6 волостей.

## Экономика
Лунъяо является крупнейшим в стране центром по производству гвоздей и других крепёжных изделий; на него приходится 60 % международного и 80 % внутреннего рынка гвоздей. По состоянию на 2024 год в уезде насчитывалось более 80 производителей гвоздей с годовым объёмом производства 450 тыс. тонн разных видов крепежных изделий; годовой объем выпускаемой продукции в стоимостном выражении превышал 2 млрд юаней; более 140 видов продукции экспортировалось более чем в 30 стран и регионов мира.